# Vintilă Matei
Vintilă Matei (n. 4 mai 1950) este un fost senator român în legislatura 2000-2004 ales în județul Vâlcea pe listele partidului PDSR iar din iunie 2001 a devenit membru PSD. În cadrul activității sale parlamentare, Vintilă Matei a fost membru în grupurile parlamentare de prietenie cu Ungaria și Republica Cehă. Vintilă Matei a înreistrat 73 de luări de cuvânt în 61 de ședințe parlamentare i a inițiat 7 propuneri legislative din care 5 au fost promulgate legi.  
În 2016, fostul senator Vintilă Matei a intrat în dificultăți financiare.